# Glen Vella
Glen Vella (Santa Venera, 14 maggio 1984) è un cantante maltese. Ha rappresentato Malta all'Eurovision Song Contest 2011.

## Biografia

### 2005-2010
Glen ha fatto il suo debutto da cantante nel 2005 al Malta Eurosong, competizione musicale maltese per decidere chi rappresenterà la nazione all'Eurovision Song Contest, con la canzone Appreciate ma non è riuscito a prevalere sugli avversari nella competizione musicale. Nel 2009 ci ha riprovato da componente del gruppo Q arrivando insieme a loro 3º mentre nel 2010 con Just A Little More Love si è classificato 2º.

### 2011
Glen ha partecipato al Malta Eurosong 2011, competizione musicale maltese per decidere chi rappresenterà la nazione all'Eurovision Song Contest. Si è classificato 1º con One Life e così ha ricevuto la possibilità di rappresentare il 10 maggio Malta all'Eurovision Song Contest 2011 di Düsseldorf.
Il 14 marzo è stato presentato il suo primo video ufficiale incentrato sul suo singolo One Life. Il 9 aprile 2011 è uno dei protagonisti dello Eurovision in concert 2011 di Amsterdam. È stato ospite in Italia in una puntata di Top of the Pops su Rai 2 dove ha portato il suo singolo eurofestivaliero. Ha partecipato alla prima semifinale dell'Eurofestival 2011, dove è arrivato 11º in semifinale, a un solo punto dal decimo posto, perdendo così la possibilità di accedere alla finale.

## Discografia

### Singoli
- Just A Little More Love (2010)
- One Life (2011)